# 阿瓦薩湖
阿瓦薩湖（Lake Awasa）是埃塞俄比亞的內流盆地，位於阿的斯阿貝巴南部的東非大裂谷，長度16公里，闊度8公里，湖泊面積129平方公里，最大深度10米，海拔1,708米。

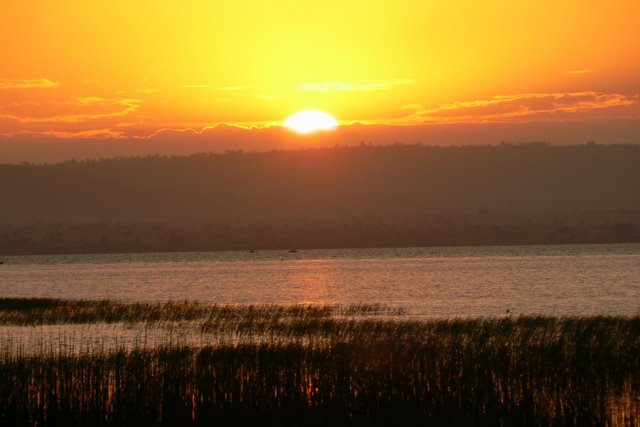
日落

## 外部連結
- ILEC Database entry for Lake Awassa